# Giuseppe Pilotti
Giuseppe Pilotti (Bologne, 1784 – 12 juin 1838) est un compositeur et maître de chapelle italien de l'époque romantique.

## Biographie
Fils d'un organiste et facteur d'orgues, il commence jeune à se consacrer à ce métier, pour subvenir aux besoins de la famille à la mort de son père. Par la suite il étudie l'harmonie et le contrepoint. Il avait écrit pour le théâtre deux opéras quand il a été appelé en 1826 à diriger la chapelle de musique d'une église de Pistoia, et en 1826, il succède à son professeur de composition, le maître-sacerdote Stanislao Mattei, au poste de maître de chapelle de Sant Petronio de Bologne. Cette élection a déclenché une vive polémique entre l'Opera del Duomo et le gouvernement pontifical de Bologne, représenté par le cardinal légat Giuseppe Albani. Ce dernier arguait que, conformément aux lois en vigueur dans l'État de l'Église, la juridiction de l'Opera del Duomo appartenait à la légation, et que la sélection des employés figurait également parmi les prérogatives de cette dernière.
En 1829 on confie à Giuseppe Pilotti l'enseignement du contrepoint au Liceo musicale, et il occupe ce poste jusqu'à la fin de sa vie en 1838. À partir de 1805, il appartient à l'Accademia Filarmonica di Bologna. Parmi ses élèves, on trouve Michele Puccini, Francesco Cellini.

## Compositions
Il est l'auteur des opéras L'ajo in imbarazzo, (un dramma giocoso représenté à l'automne 1810 au Teatro del Corso, livret de Giuseppe Gaspari) et Non essere geloso (une commedia in musica représentée lors du carnaval 1815 au Nuovo teatro Contavalli). De plus, il a composé de nombreuses œuvres de caractère religieux, comme des psaumes et un Dies irae avec accompagnement d'orchestre. Il a publié un traité d'instrumentation, Breve insegnamento teorico sulla natura, estensione, proporzione armonica...per tutti strumenti, publié à Milan.